# Фермові конструкції МКС

Вигляд МКС у липні 2021

Фермові конструкції — одна з нових технологій, використаних НАСА при будівництві Міжнародної космічної станції. Ферми доставлялися на орбіту шатлом і монтувались його екіпажем. Ферми використовуються для негерметичного зберігання вантажів, установки радіаторів охолодження, сонячних батарей, різного устаткування. Фермові конструкції на МКС утворюють так звану Об'єднану фермову структуру, ОФС (англ. Integrated Truss Structure, ITS).
Широке використання фермових конструкцій при космічному будівництві було заплановано у первісному американському проєкті станції «Фрідом» (англ. Freedom), який після об'єднання з російським проєктом «Мир-2» і європейським «Колумб» (англ. Columbus), став основою майбутньої міжнародної станції. Згідно з ранніми планами НАСА, на орбіту мали виводитися деталі металоконструкцій, з яких астронавти збирали би ферми у відкритому космосі. Хоча таке рішення мало певні вигоди, для утримання проєкту МКС у часових рамках в умовах хиткого фінансування і зниження ймовірності позаштатних ситуацій, було вирішено доставляти на орбіту попередньо зібрані елементи фермових конструкцій, які б легко монтувалися екіпажем шатла.

## Елементи
Назви ферм вказують на їхнє кінцеве розташування; літери англійською означають: Z — зеніт (англ. zenith), S — правий борт (англ. starboard), P — лівий борт (англ. port); цифри вказують на порядкову позицію. Ферма «S0» має неправильну нумерацію, оскільки закріплена на зенітній частині модуля «Дестіні» і не належить до правого чи лівого борту.

### Ферма Z1

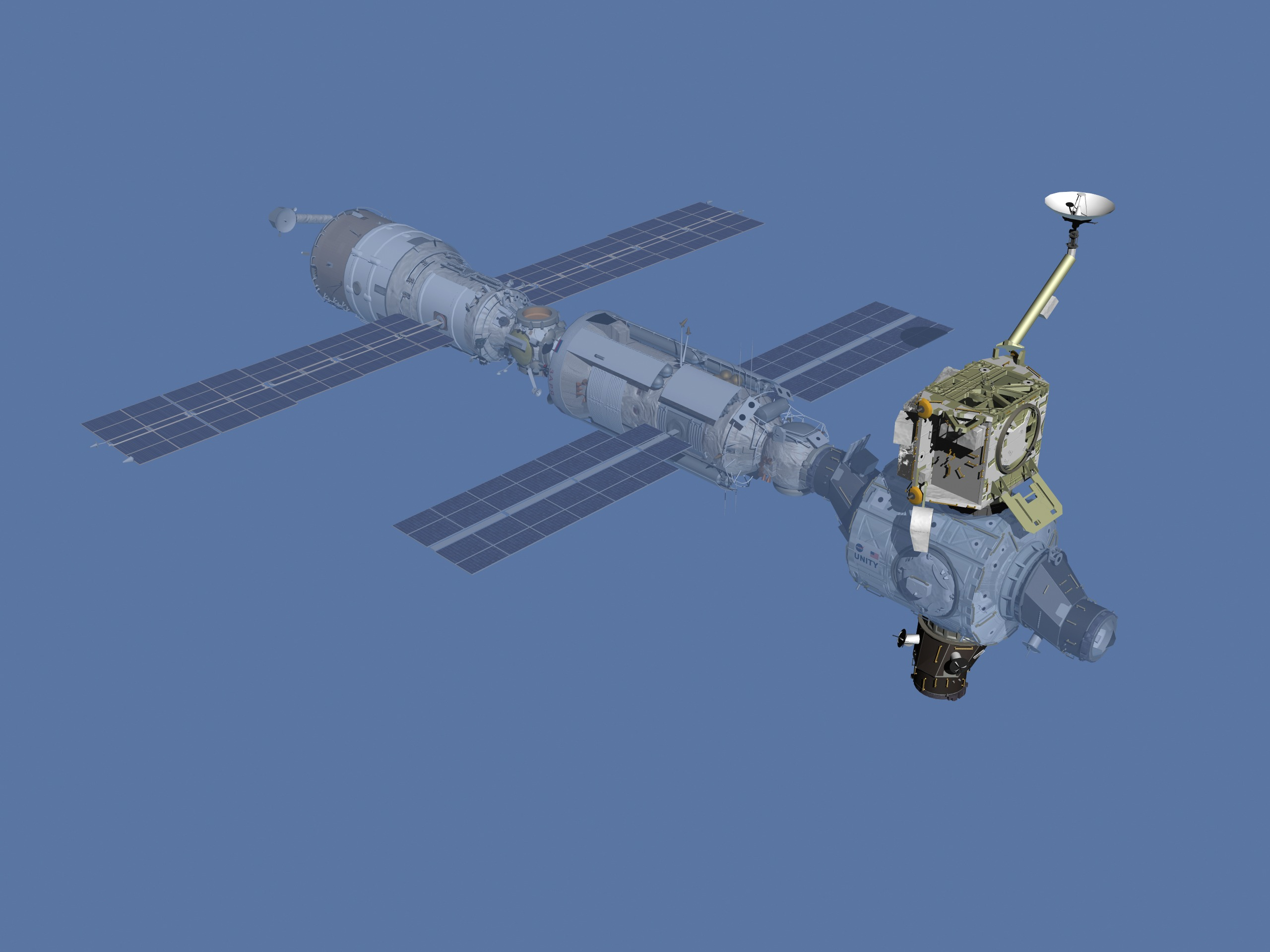
Комп'ютерна модель станції після приєднання ферми «Z1» (згори) і герметичного перехідника «PMA-3» (знизу)

Ферма «Z1» (англ. Z1 Truss) — перша фермова конструкція Міжнародної космічної станції.
Конструкція ферми включає два плазмові розрядники, для зняття електростатичного заряду, що виникає від тертя станції об атмосферу, два модулі перетворювачів постійного струму, чотири гіроскопи (англ. Control Moment Gyro, CMG) для стабілізації станції, частину лінії комунікаційної системи S-діапазону, комунікаційну систему Ku-діапазону, первинний і вторинний розподільники енергії, обладнання системи термічного контролю, механічне кріплення для подальшого розвитку ITS, і роботизоване обладнання для виконання позакорабельної діяльності.
Комунікаційна система S-діапазону ITS складається з двох надлишкових ліній, кожна з яких має по три замінювані на орбіті модулі і по дві антени, а також сигнальний процесор основного діапазону, транспондер системи стеження і ретрансляції даних і ще одну групу антен радіодіапазону, що складається з двох направлених антен з малим і високим посиленням.
Ферму змонтував екіпаж шатла «Дискавері» на зенітному стикувальному вузлі модуля «Юніті» 14 жовтня 2000 у ході складальної місії 3A (місія шаттла STS-92). 3-4 грудня 2000 до верхньої частини конструкції було тимчасово приєднано ферму «P6», 5 грудня ферми було з'єднано кабелями.
10 лютого 2001 з переднього стикувального вузла модуля «Юніті» на ферму «Z1» було переміщено герметичний перехідник «PMA-2» (місія шаттла STS-98).
12 лютого 2001 герметичний перехідник «PMA-2» було переміщено з ферми «Z1» на передній стикувальний вузол модуля «Дестіні» (місія шаттла STS-98).
30 жовтня 2007 ферму P6 було переміщено з ферми «Z1» до вільного кінця модуля «P5» під час польоту (STS-120)

### Ферма P6

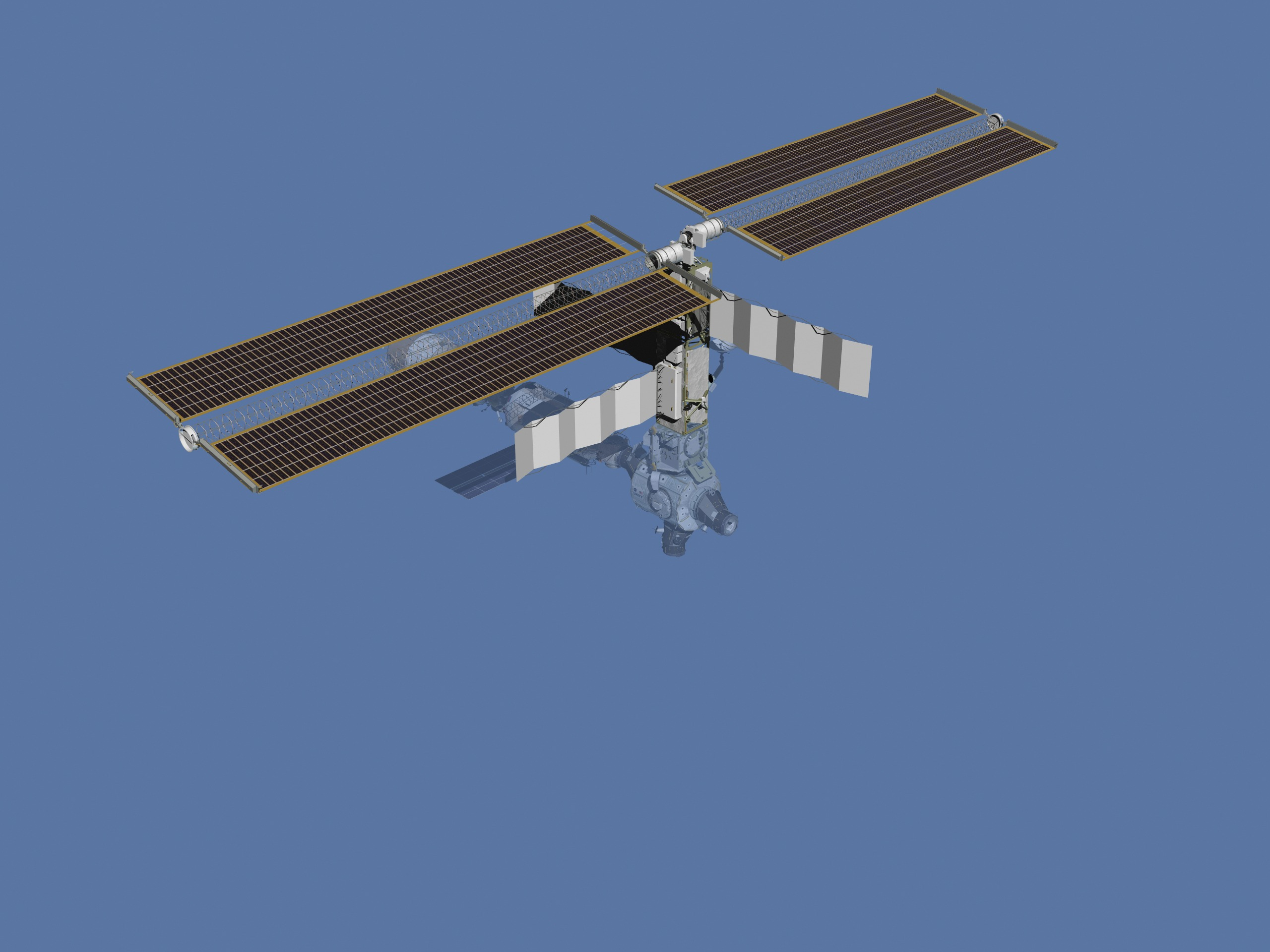
Комп'ютерна модель станції після приєднання ферми «P6»

Ферма «P6» (англ. P6 Truss) — друга фермова конструкція, приєднана до МКС після «Z1».
Енергетичний модуль з двома сонячними батареями загальною потужністю до 64 кВт, довжиною 36,58 метра кожна. Усередині ферми змонтовано різне електротехнічне та електронне обладнання, необхідне для перетворення, розподілу і передачі отриманої електроенергії.
«P6» була доставлена на станцію шатлом «Індевор» (складальна місія 4А, місія шаттла STS-97) і 3 грудня 2000 року була встановлена у тимчасову позицію на фермі «Z1». Установка цієї конструкції стала важливим етапом для енергозабезпечення наукової програми станції та функціонування американського сегменту.
30 жовтня 2007 ферму P6 було переміщено з ферми Z1 до вільного кінця модуля P5 під час польоту (STS-120)

### Ферма S0

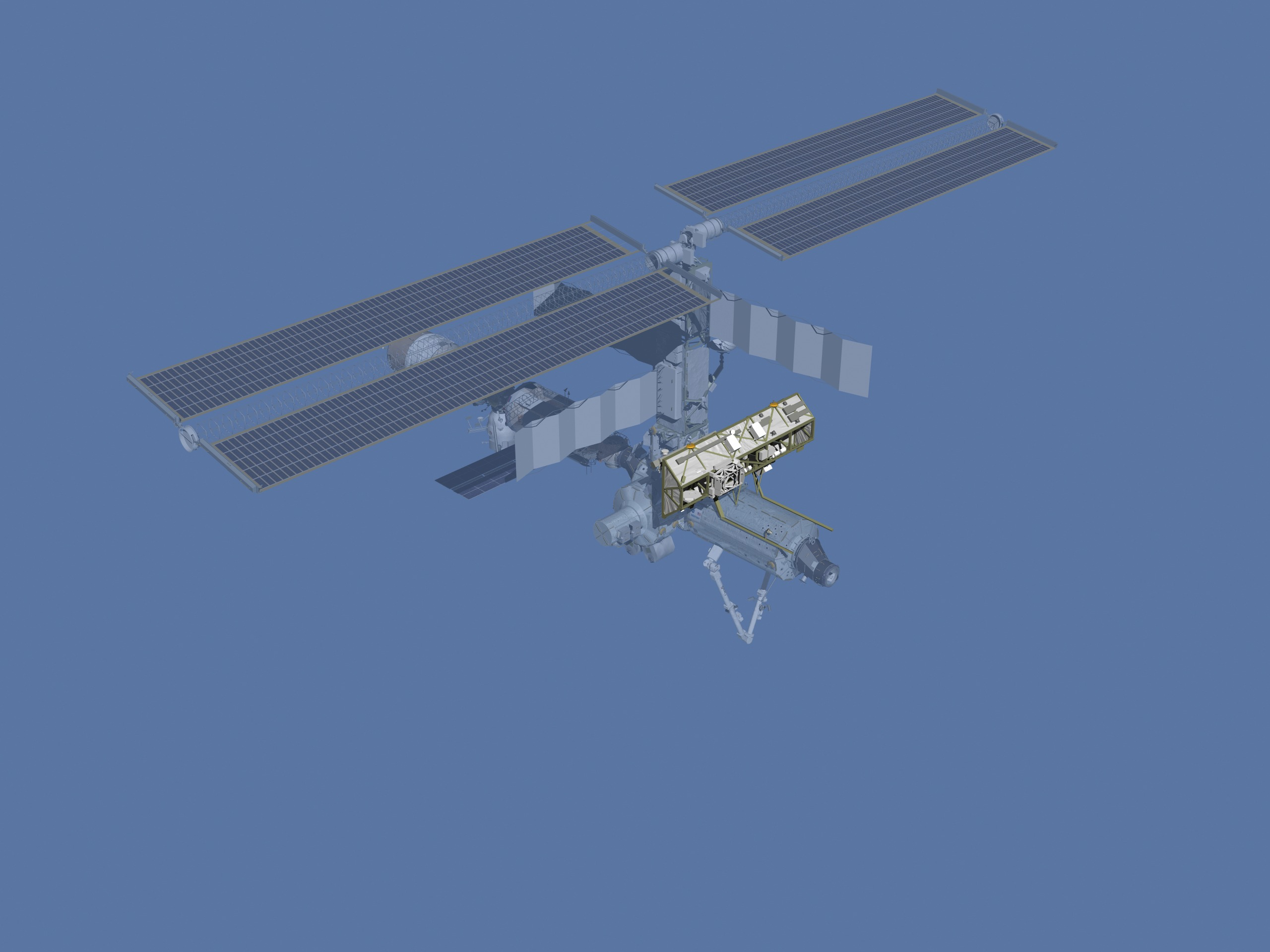
Комп'ютерна модель станції після приєднання ферми «S0»

Ферма «S0» (англ. S0 Truss, повна назва Центральна ферма правого борту Об'єднаної фермової структури англ. Center Integrated Truss Assembly (ITS) Starbord 0 (S-Zero) Truss) — третя фермова конструкція. Центральна конструкційна основа Об'єднаної фермової структури.
На тильному боці (з боку американського сегменту станції) фермової конструкції «S0» розташована 6,4-метрова панель радіатора, який розсіює тепло, що виділяється контейнерами з електронікою. На лицьовому боці «S0» розміщені рейки для рухомих візків, що переміщують головну «руку» станції, канадський маніпулятор «Канадарм-2», уздовж усієї Об'єднаної фермової структури.
Крім свого структурного призначення — основного конструктивного елемента ОФС, ферма «S0» також з'єднує герметичні модулі МКС і зовнішні пристрої, розташовані на Об'єднаній фермовій структурі. Через кабелі і трубопроводи, розміщені на «S0», передається електроенергія, дані, відеосигнал, а також аміак для активної системи температурного контролю (англ. Active Thermal Control System). Ферма використовується для кріплення різного електронного обладнання, такого як пристрої перемикання основної шини, чотири перетворювачі напруги постійного струму і чотири збірки розподільників вторинної енергії. Крім цього на фермі змонтовані чотири антени супутникової навігації GPS і два гіроскопи.
«S0» була приєднана до лабораторного модулю «Дестіні» у ході складальної місії 8A (місія шаттла STS-110) 11 квітня 2002.
Габарити: 13,4 x 4,6 м

Маса: 13 971 кг

### Ферма S1

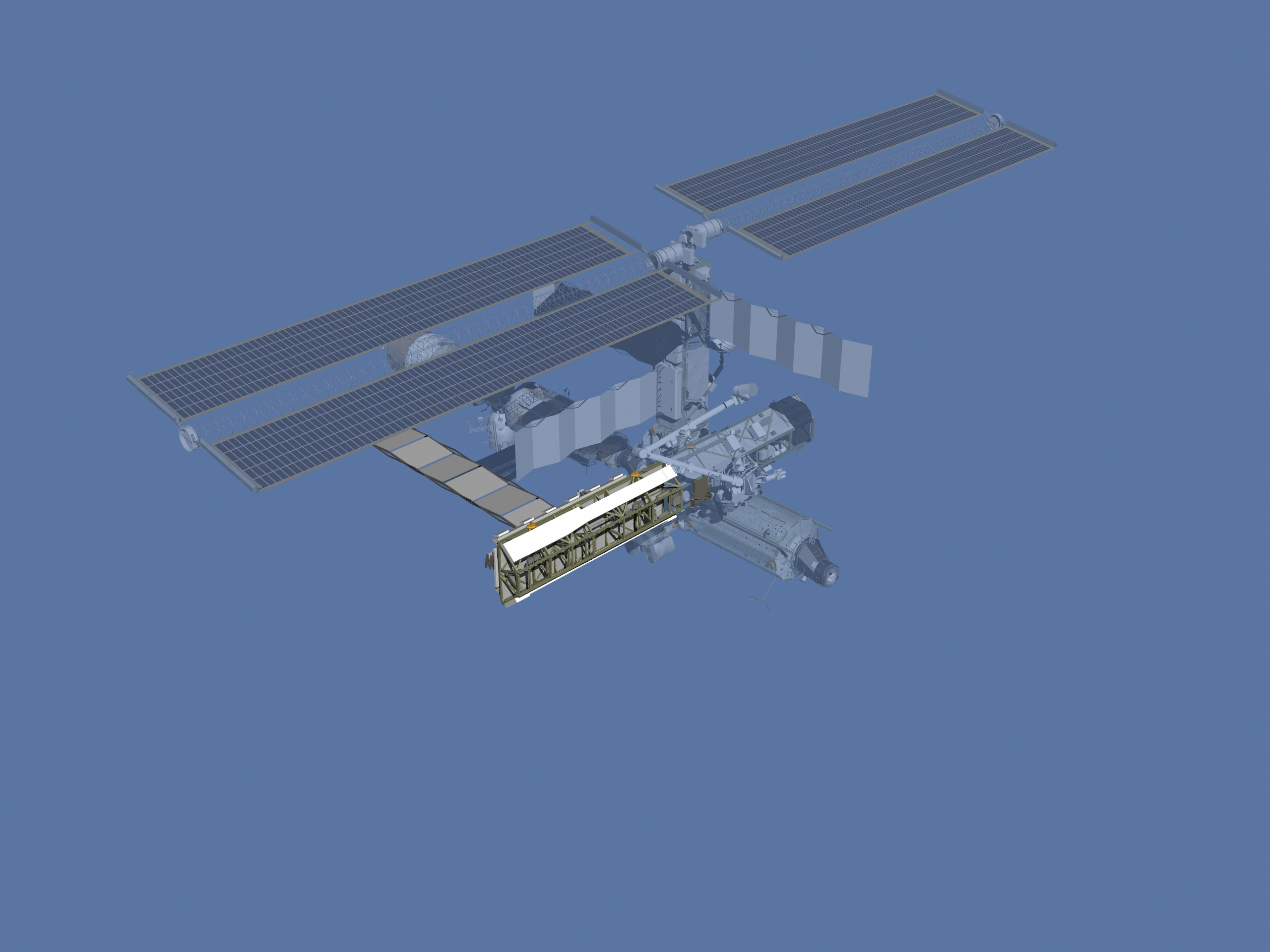
Комп'ютерна модель станції після приєднання ферми «S1»

Ферма «S1» (англ. S1 Truss, повна назва «Ферма правого борту з радіаторами системи охолодження» (англ. Starboard Side Thermal Radiator Truss) — четверта фермова конструкція, приєднана до правого борту ферми «S0».
На фермі розміщені рейкові шляхи для візка маніпулятора «Канадарм-2» (Crew and Equipment Translation Aid cart), призначеного для переміщення екіпажа й устаткування під час позакорабельної діяльності. Крім цього у конструкції розміщені радіатори та інше обладнання для зовнішньої системи активного температурного контролю(англ.) (англ. External Active Thermal Control System, EATCS), у контурах охолодження використовується аміак. Роторна радіаторна стійка повертає три радіатори на кут 105 °, щоб забезпечувати постійне перебування їх у тіні, а також підводить до них електроенергію і аміак. На фермі розміщені камери та освітлювальні прилади, обладнання та антени для системи зв'язку S-діапазону.
«S1» була приєднана до правого борту ферми «S0» 10 жовтня 2002 року (шатл «Атлантіс», складальна місія 9A, місія шаттла STS-112).
Габарити: 13,7 x 4,6 x 1,8 м

Маса: 14 124 кг

### Ферма P1

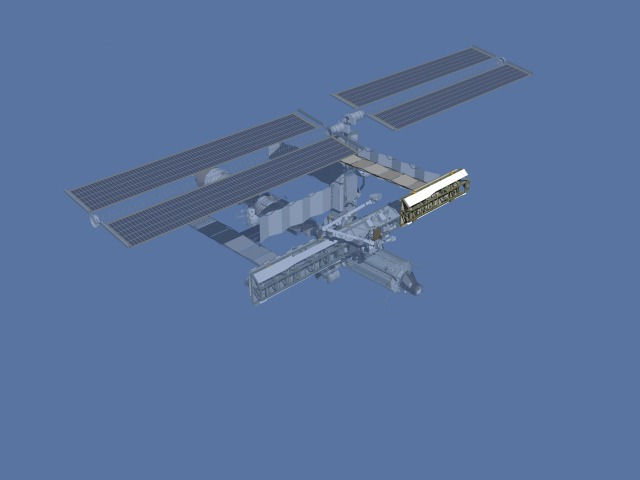
Комп'ютерна модель станції після приєднання ферми «P1»

Ферма «P1» (англ. P1 Truss, повна назва «Ферма правого борту з радіаторами системи охолодження» англ. Port Side Thermal Radiator Truss) — п'ята фермова конструкція, приєднана до лівого борту центрального сегмента «S0».
На фермі розміщені рейкові шляхи для візка маніпулятора «Канадарм-2» (Crew and Equipment Translation Aid cart), призначеного для переміщення екіпажа й устаткування під час позакорабельної діяльності. Крім цього у конструкції розміщені радіатори та інше обладнання для зовнішньої системи активного температурного контролю(англ.) (англ. External Active Thermal Control System, EATCS), у контурах охолодження використовується аміак. Роторна радіаторна стійка повертає три радіатори на кут 105 °, щоб забезпечувати постійне перебування їх у тіні, а також підводить до них електроенергію і аміак. На фермі розміщені камери та освітлювальні прилади, обладнання та антени для системи зв'язку S-діапазону, комунікаційна система у діапазоні ультрависоких частот (УВЧ, англ. UHF).
«P1» була приєднана 26 листопада 2002 року екіпажем шаттла «Індевор» (складальна місія 11А, місія шаттла STS-113).
Габарити: 13,7 x 4,6 x 1,8 м

Маса: 14 003 кг

### Ферми P2, S2
У первісному американському проєкті станції «Фрідом» планувалось використовувати ферми P2 і S2 для розміщення ракетних двигунів системи орієнтації і розгону. Після об'єднання з російським проєктом «Мир-2», що забезпечував використання ракетних двигунів, потреба у цих фермах відпала.

### Ферми P3/P4

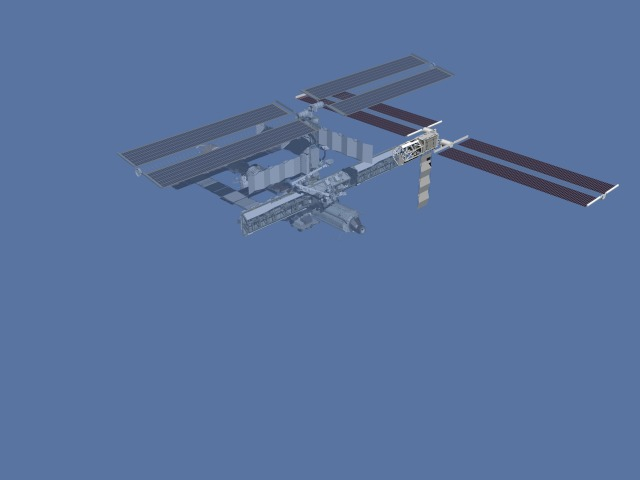
Комп'ютерна модель станції після приєднання ферм «P3/P4»

Ферми «P3/P4» (англ. P3/P4 Trusses) — шоста і сьома фермові конструкції, продовження розвитку лівого сегмента Об'єднаної фермової структури, використовуються для розміщення двох сонячних батарей по 73 м довжиною і потужністю 60 кВт, а також радіатора і системи повороту.
На фермі «P3» розміщені рейкові шляхи для візка маніпулятора «Канадарм-2», призначеного для переміщення екіпажа й устаткування під час позакорабельної діяльності.
Конструкції були запущені 9 вересня 2006 на борту шатла «Атлантіс» у першій після катастрофи «Колумбії» складальній місії (STS-115, (складальна місія 12A). З 11 вересня по 12 вересня 2006 ферми були приєднані до лівого вільного кінця ферми «P1».

### Ферма P5

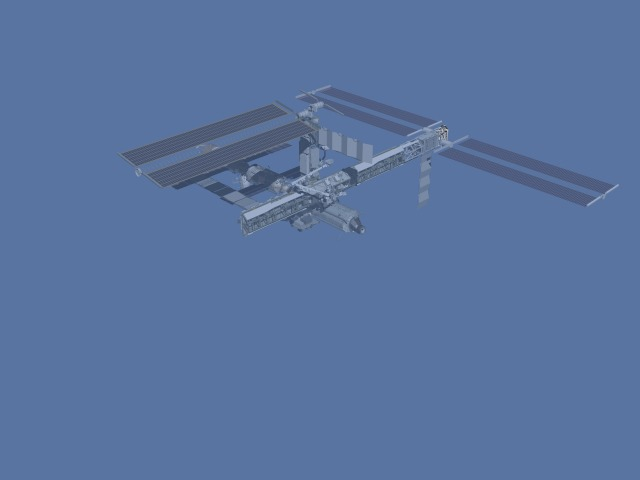
Комп'ютерна модель станції після приєднання ферми «P5»

Ферма «P5» (англ. P5 Truss) — невеликий службовий сегмент для подовження ферми «P6». Восьма фермова конструкція. Додавання сегмента обумовлене обмеженням довжини вантажного відсіку шаттлів і неможливості доставити одночасно ферму «P6», тому він має тільки ферму та кабельно-трубопровідні перехідники.
Ферму було запущено на борту шатла «Дискавері» (місія STS-116, складальна місія 12A.1) 7 грудня 2006 і 12 грудня приєднано до лівого вільного кінця ферми «P4», під час виходу астронавти також замінили несправну камеру на сегменті «S1».

### Ферми S3/S4

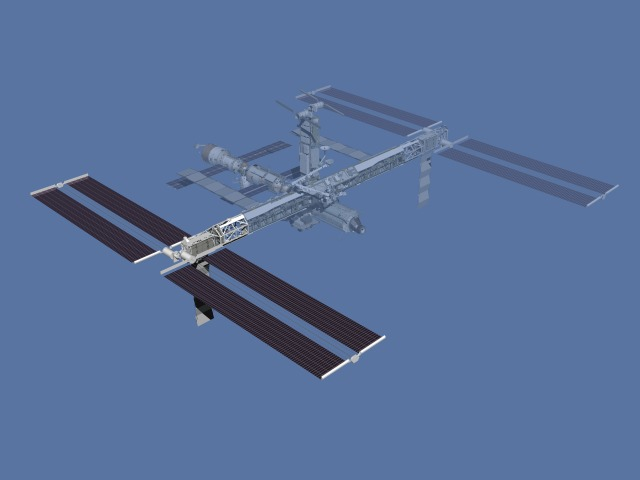
Комп'ютерна модель станції після приєднання ферм «S3/S4»

Ферми «S3/S4» (англ. S3/S4 Trusses) — дев'ята і десята фермові конструкції, продовження розвитку правого сегмента Об'єднаної фермової структури, використовуються для розміщення двох сонячних батарей по 73 м довжиною і потужністю 60 кВт, а також радіатора і системи повороту.
На фермі «S3» розміщені рейкові шляхи для візка маніпулятора «Канадарм-2», призначеного для переміщення екіпажа й устаткування під час позакорабельної діяльності.
Ферми були запущені на борту шатла «Атлантіс» 8 червня 2007 у ході польоту STS-117 (складальна місія 13A). 11 червня сегменти були успішно передані маніпулятором шатла маніпулятору станції «Канадарм-2», і приєднані до правого вільного кінця ферми «S1». Установку ускладнили проблеми з комп'ютерним обладнанням на російському сегменті станції, імовірно викликані статичним струмом, що виник при підключенні нового сегмента.

### Ферма S5

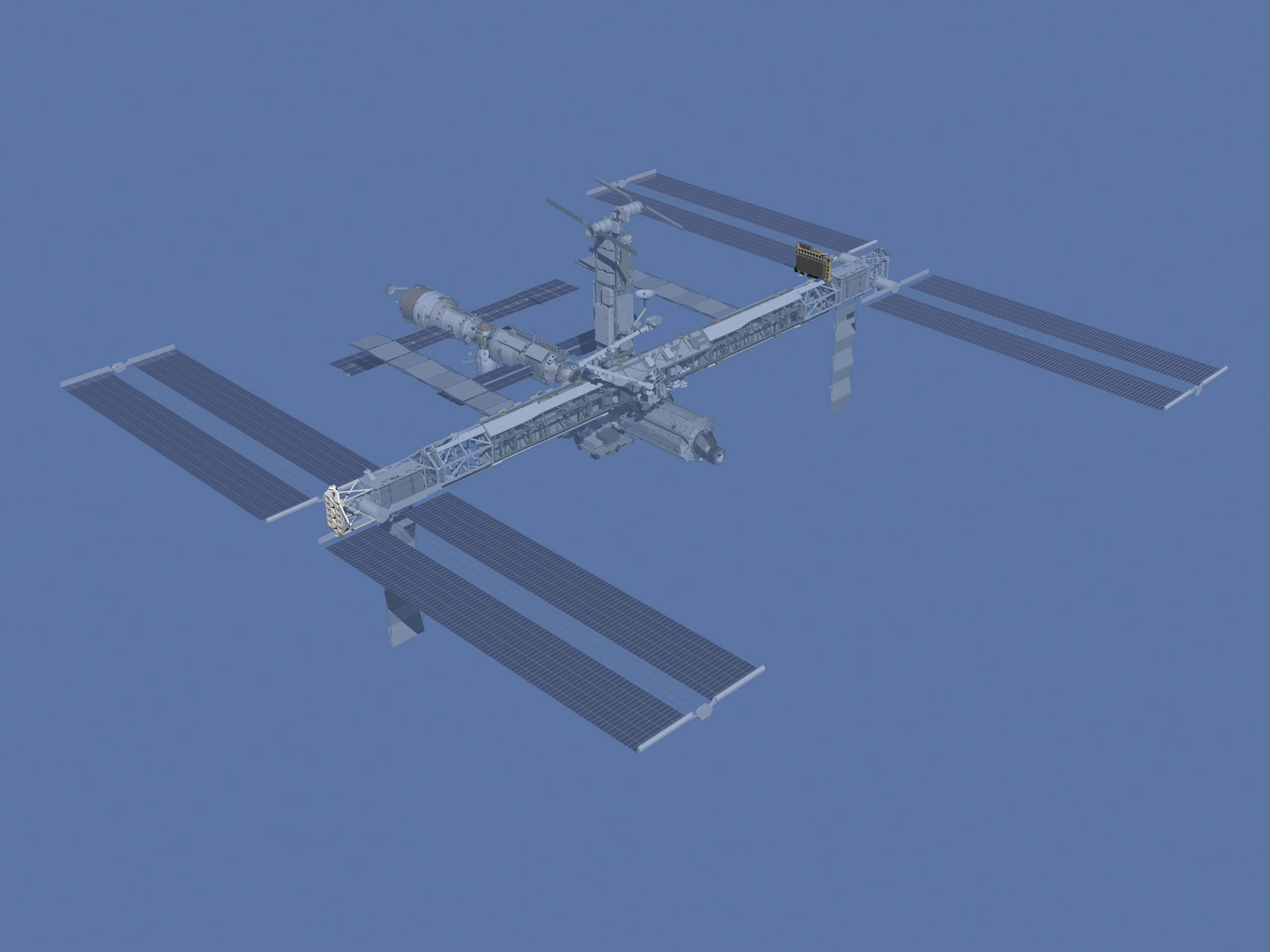
Комп'ютерна модель станції після приєднання ферми «S5»

Ферма «S5» (англ. P5 Truss) — невеликий службовий сегмент для подовження ферми «S6». Одинадцята фермова конструкція. Додавання сегмента обумовлене обмеженням довжини вантажного відсіку шаттлів і неможливості доставити одночасно ферму «S6», тому він має тільки ферму та кабельно-трубопровідні перехідники.
Ферма «S5» була доставлена на МКС у ході місії STS-118 (складальна місія 13A.1). Сегмент, масою 1584 кг було розміщено у вантажному відсіку шаттла «Індевор», разом з іншим корисним вантажем. 11 серпня 2007 о 21:45 (UTC) астронавти Річард Мастрачіо і Давид Вільямс почали монтаж ферми «S5».

### Ферма S6

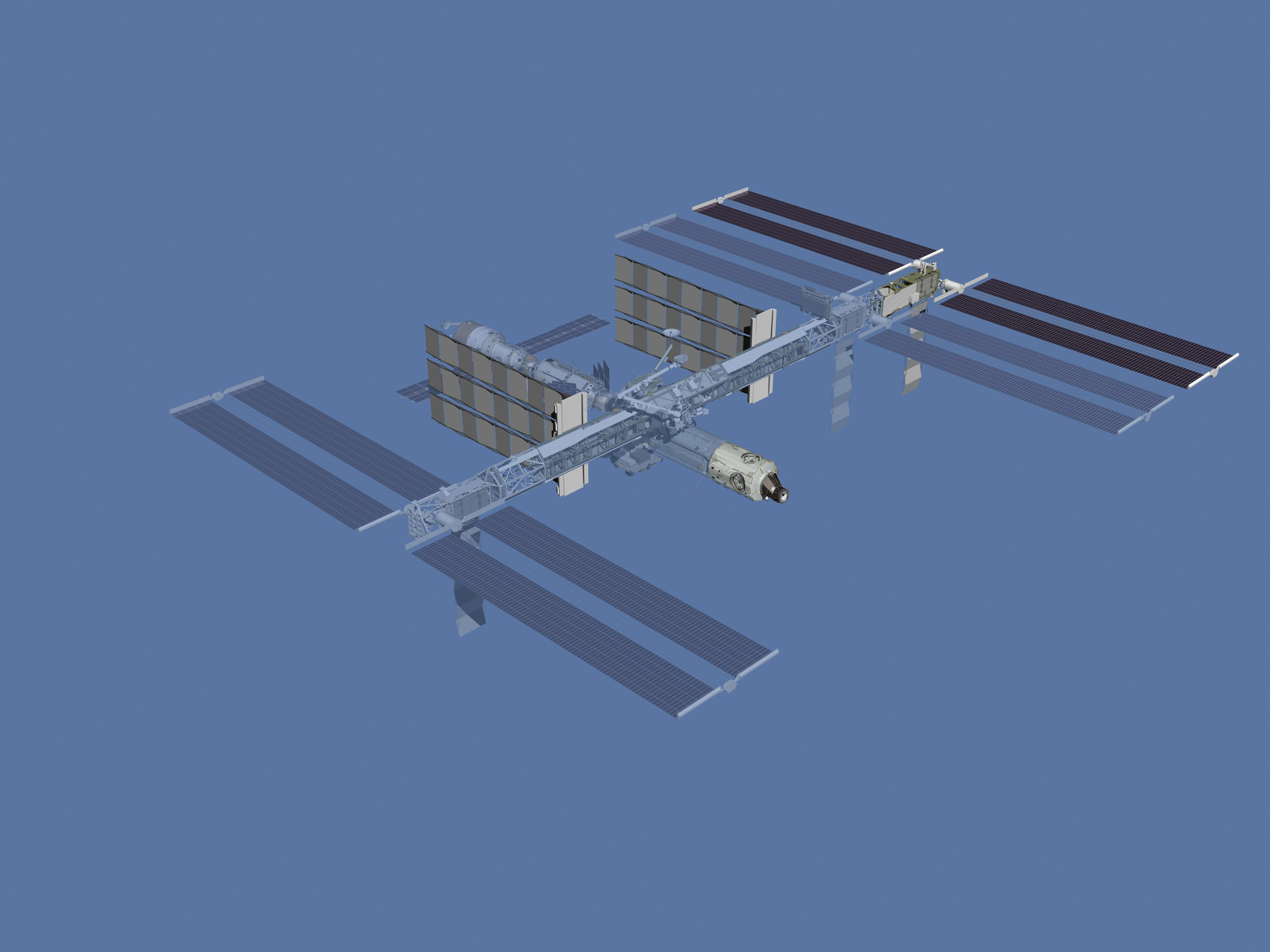
Комп'ютерна модель станції після переміщення ферми «P6»

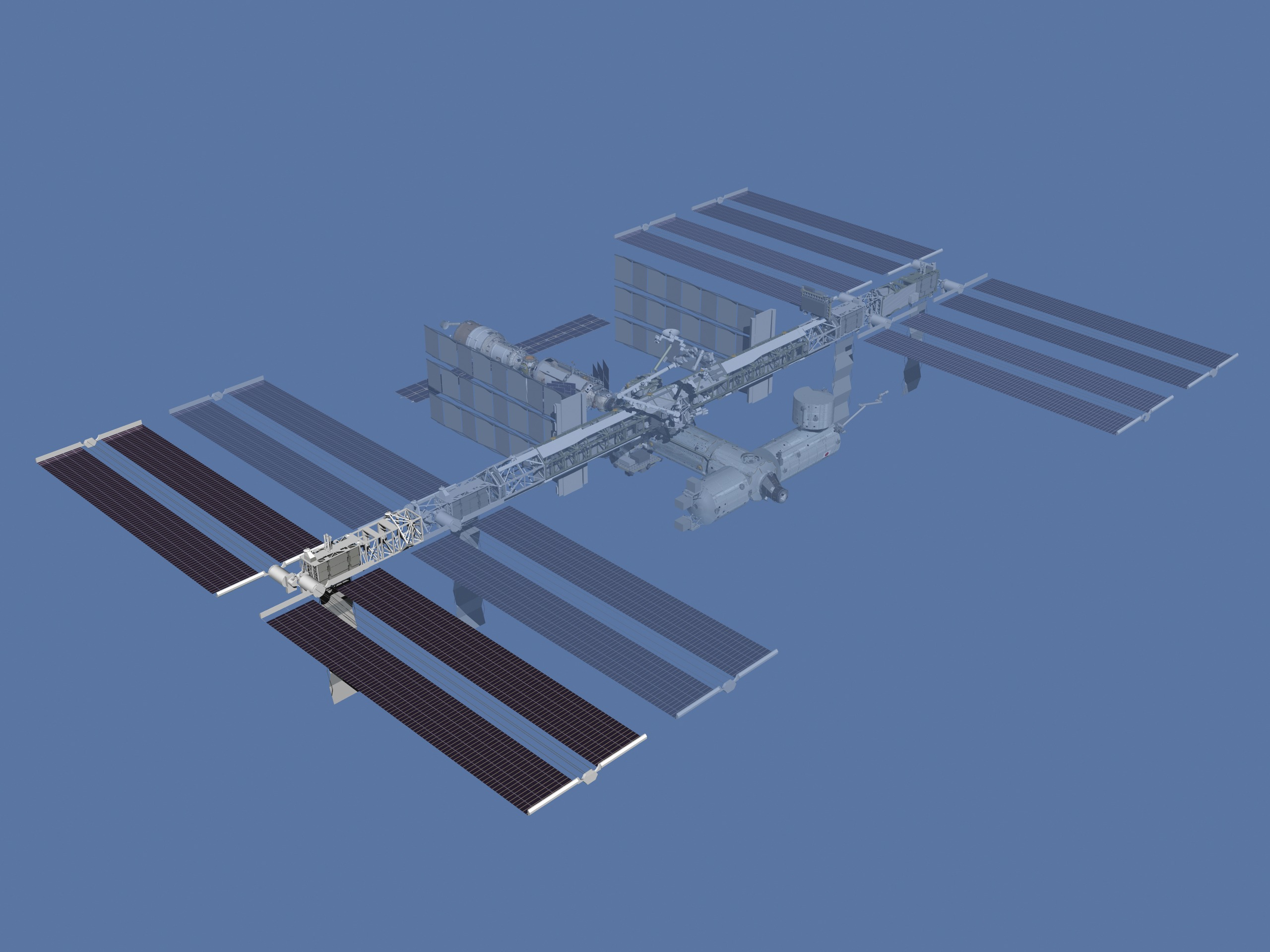
Комп'ютерна модель станції після приєднання ферми «S6»

Ферма «S6» (англ. S6 Truss) — дванадцята фермова конструкція, з установкою якої було повністю завершено Об'єднану фермову конструкцію, а енергопостачання станції значно зросло, що дозволило виконувати більш енерговитратні наукові дослідження.
15 березня 2009 року стартувала місія Дискавері STS-119 з фермою «S6» на борту. Ця ферма є останнім великим фрагментом МКС, який було поставлено Сполученими Штатами. «S6» має довжину близько 14 метрів, маса всієї конструкції 16 тонн і її вартість становить майже 300 мільйонів доларів. 19 березня астронавти Сміт Свенсон і Річард Арнольд вийшли у відкритий космос і здійснили монтаж сегмента «S6».

## Галерея

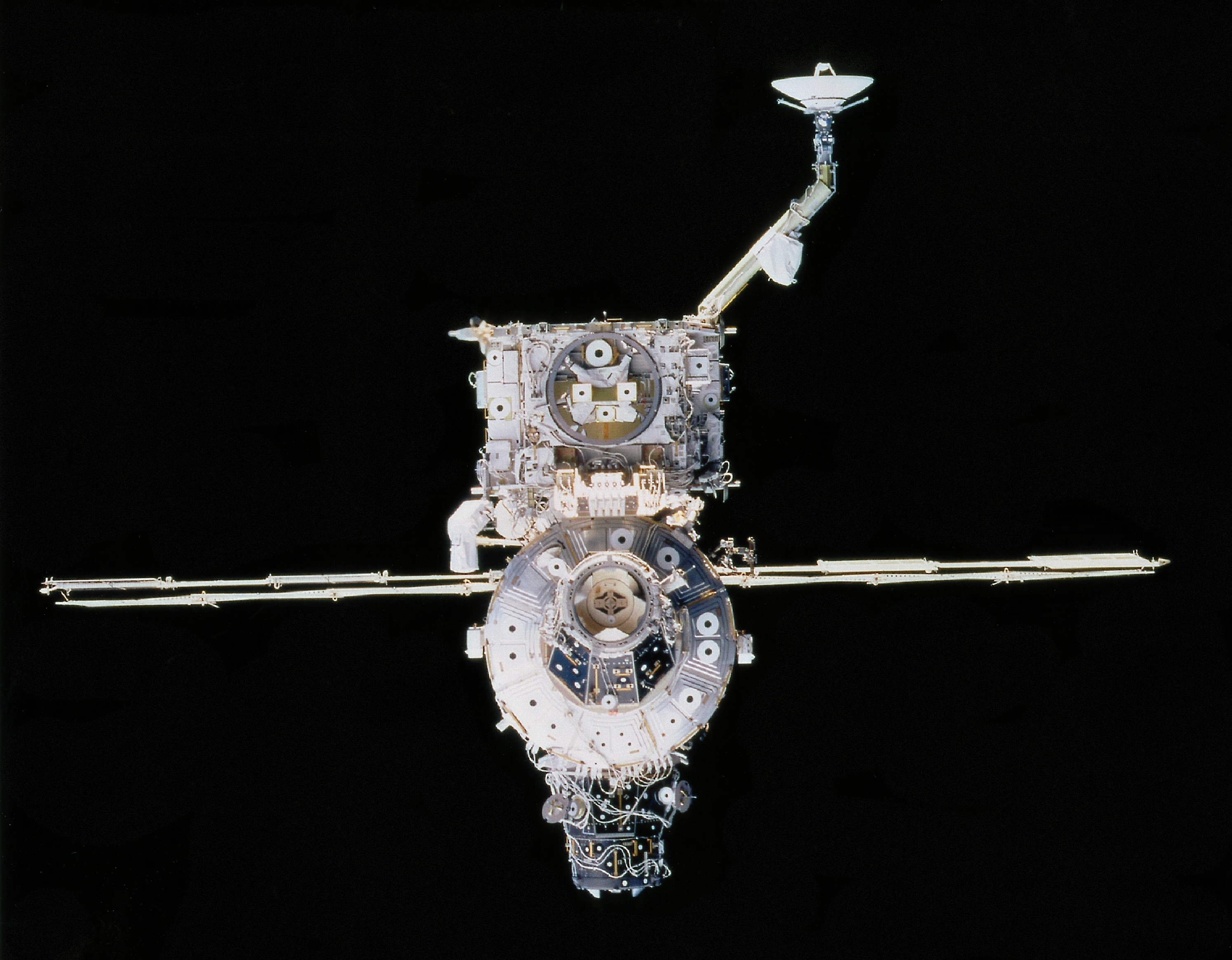
Фотографія елемента «Z1» (вгорі) і модуля «Юніті» (внизу) з борта шаттла «Діскавері» у ході місії STS-92 у жовтні 2000
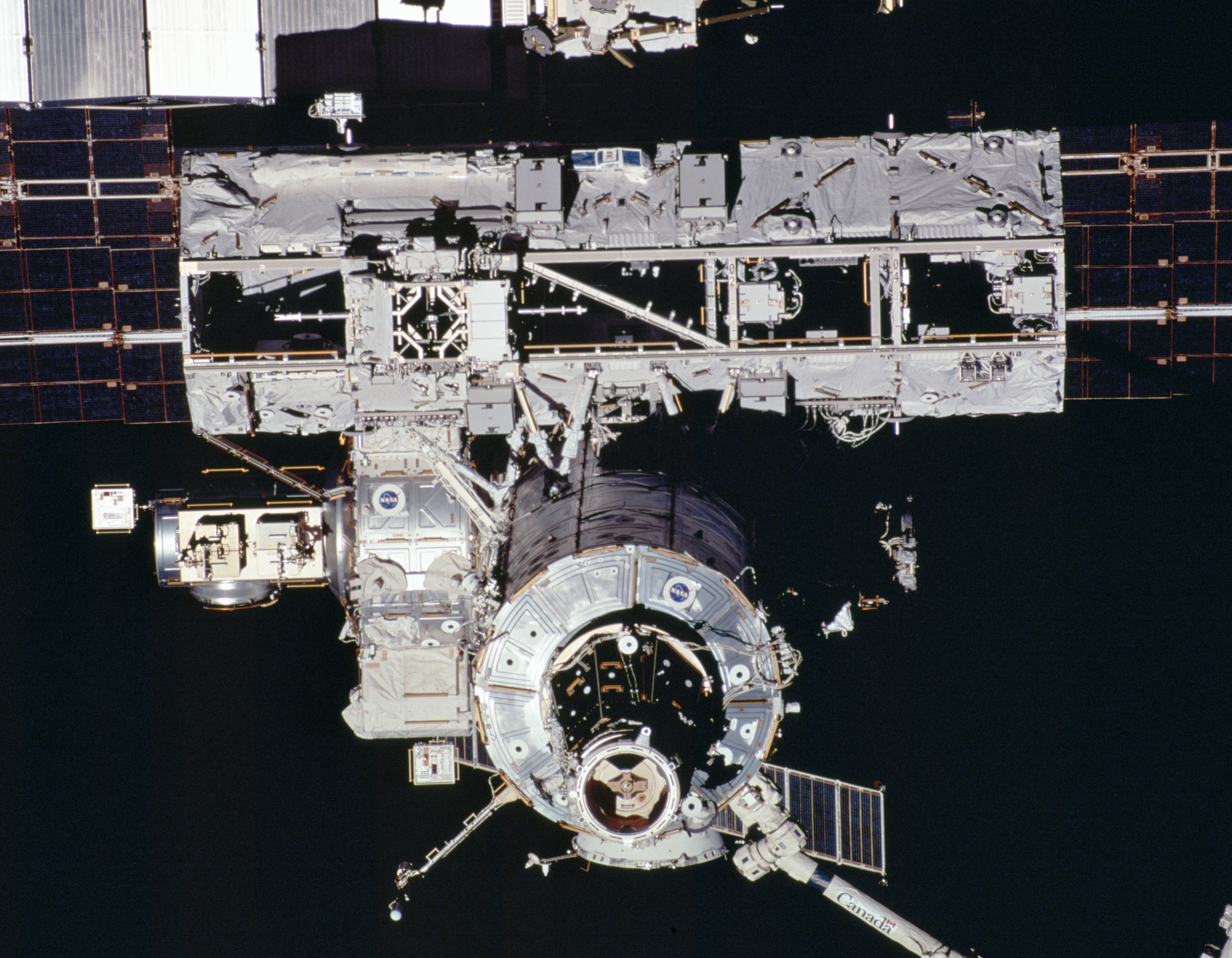
Фотографія елемента «S0» (вгорі) з борту шаттла «Атлантіс» у ході місії STS-110, 17 квітня 2002 року
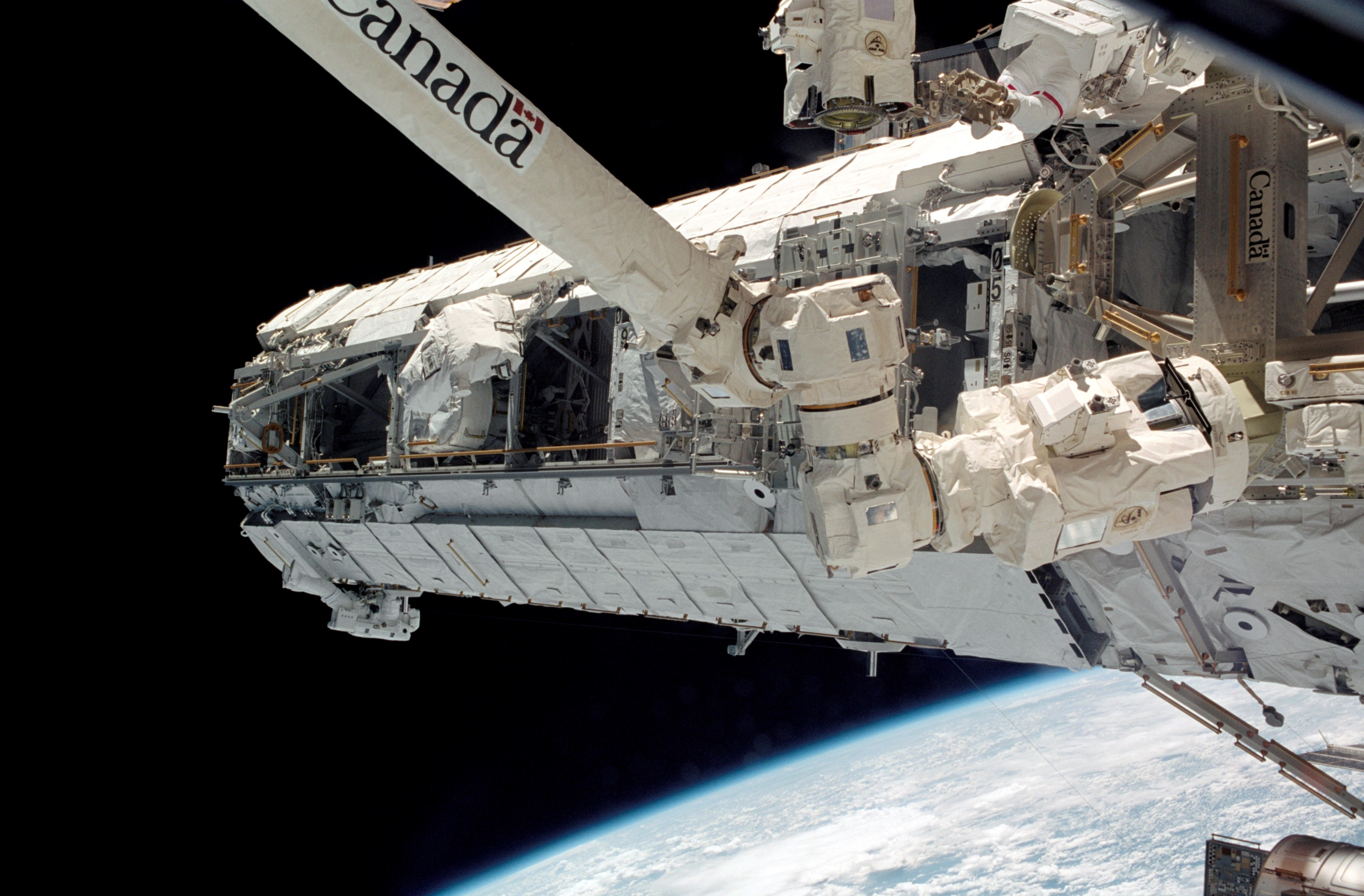
Ферма «S1», змонтована з правого боку МКС (Видно рейковий візок і маніпулятор «Канадарм-2»)
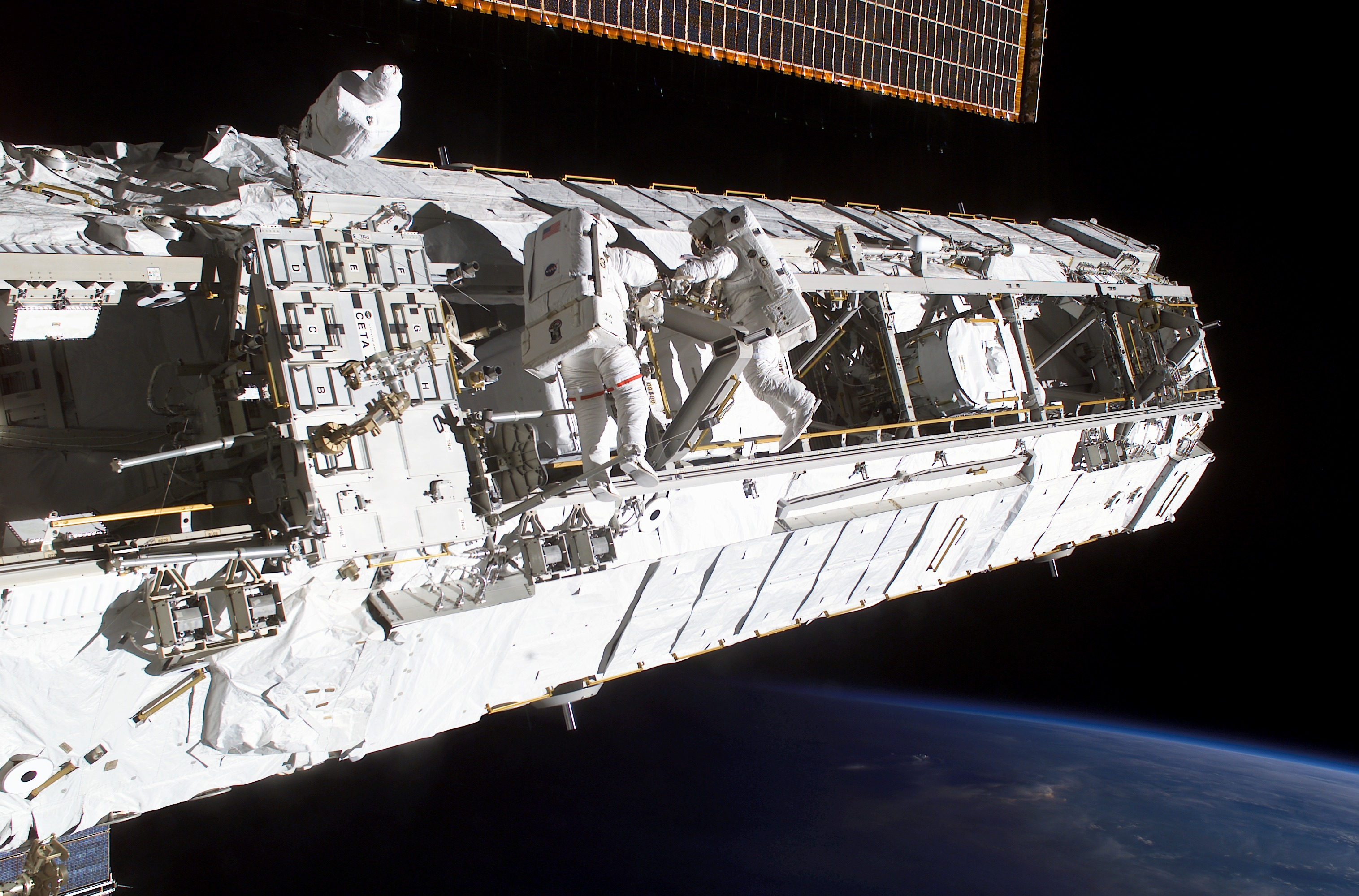
Ферма «P1», змонтована з лівого боку МКС
- Розгортання ферми P3/P4 (Анімація)